# Le Trianon (Romainville)
Pour les articles homonymes, voir Trianon (homonymie).
Le Trianon est une salle de cinéma classée « art et essai », située place Carnot à Romainville (Seine-Saint-Denis).
Elle a été bâtie dans le style Art déco.

## Historique

### Premier cinéma
À la fin du XIXe siècle, un café fait l'angle de la place Carnot et de la rue du Goulet, aux limites des communes de Noisy-le-Sec et de Romainville, dominant une plaine de champs et de bois. Sa position évoquant celle d'un pavillon de chasse lui vaut le nom de Trianon, rappelant celui des pavillons royaux de Versailles. Des films y sont projetés à partir de 1908. En 1926, le café est agrémenté d’un dancing. Le 11 juin 1929, une ordonnance préfectorale autorise l'ouverture d'une salle de cinéma. Ainsi, en 1930, le café accueille officiellement une première salle de cinéma avec salle de bal ainsi que deux billards,. La salle est construite peu avant 1936, dans la montée de la rue Anatole-France, au droit des sorties de secours actuelles. 
En 1943, la famille Seigneur, gérant le fonds de commerce, devient propriétaire de l'ensemble des bâtiments (le grand café, le dancing et le cinéma). 
Durant la Seconde Guerre mondiale, le 18 avril 1944, les Alliés bombardent la gare de Noisy-le-Sec et détruisent en même temps le café et la salle de bal du Trianon. Le lendemain, une bombe à retardement ravage la place, et les bâtiments abritant la salle de ce cinéma sont détruits.  
Après la guerre, un accord est passé entre la famille Seigneur et Romainville et, de 1948 à 1953, le Palais des fêtes de la ville accueille les séances de cinéma.

### Reconstruction et avènement
Le cinéma est reconstruit en béton armé dans les années 1950 par l'architecte Charles Genêtre grâce aux dommages de guerre. Le ministère de la Reconstruction et de l'Urbanisme approuve rapidement les plans. Les travaux sont ainsi achevés en janvier 1953, dans le style paquebot, branche tardive du mouvement Art déco avec des formes courbes, de longues lignes horizontales et des ouvertures en forme de hublot empruntées à l’univers nautique. L'inauguration a lieu le 20 janvier 1954 et c'est la première salle équipée en cinémascope et stéréo du département de la Seine. Le dancing, créé au sous-sol, n'a jamais été terminé,.
Le cinéma Le Trianon est rendu célèbre par l'émission La Dernière Séance, présentée par Eddy Mitchell, qui le fréquentait assidûment durant les années 1950. C'est principalement dans cet établissement (ainsi que parfois au cinéma Le Palace de Beaumont-sur-Oise), qu'est tournée pendant plus de quinze ans l'émission diffusée du 19 janvier 1982 au 28 décembre 1998. 
Le cinéma est racheté par les communes de Romainville et de Noisy-le-Sec en 1983 afin de protéger l'activité. Quelques travaux d’aménagement sont réalisés et la salle est inaugurée le 9 mars 1984 en présence de Roger Gouhier, Robert Clément, Jack Lang et Jack Ralite, respectivement maires de Noisy-le-Sec et de Romainville et ministres de la Culture et de la Santé. 
Le cinéma est géré à partir de 1983 et jusqu'en 2012 par le Syndicat intercommunal de gestion du cinéma Le Trianon (SIGCT). 
Rare cinéma des années 1950 encore fonctionnel, il reçoit en juillet 1997 une inscription au titre des monuments historiques de France à l'initiative des deux villes cogestionnaires. Une pétition lancée à cet effet par les deux maires (Robert Clément et Roger Gouthier) récolte plus de trois mille signatures.

### XXIesiècle

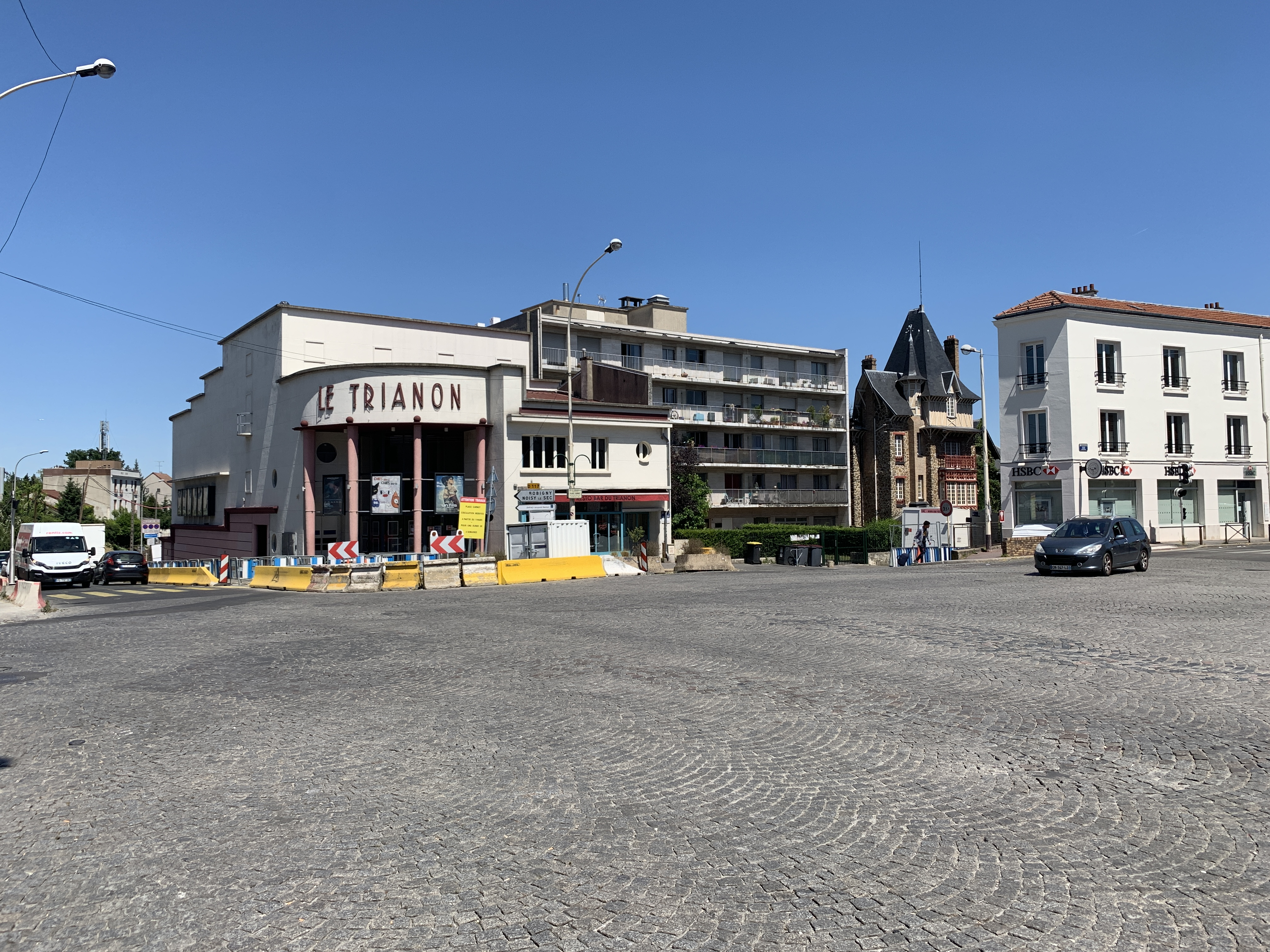
Le cinéma vu de la place Carnot

De juin 2011 à mai 2012, le Trianon devenu vétuste est rénové pour 2 millions d'euros après onze mois de travaux. La scène est agrandie, le projecteur 35 mm est conservé mais un système numérique est également mis en place pour sa cabine de projection, la façade et le hall sont remis aux couleurs d'origine,.
Le 1er janvier 2013, la gestion du cinéma Le Trianon passe du syndicat intercommunal à la communauté d'agglomération Est Ensemble, qui devient en 2016 établissement public territorial Est Ensemble.

## Événements
Le Trianon accueille régulièrement des tournages de films ainsi que, chaque année, deux festivals uniques en France : « Les enfants font leur cinéma » et le « Festival du film franco-arabe ».
Le festival « Les enfants font leur cinéma » a été créé en 1997 et est organisé par des enfants, en partenariat avec les écoles et centres de loisirs des villes de Romainville et de Noisy-le-Sec.
Le Festival du film franco-arabe est organisé depuis 2011 par la ville de Noisy-le-Sec et le Trianon.